# 呂復 (法學家)
吕复（1878年3月25日—1955年6月8日），字健秋，直隶保安州（今河北省涿鹿县）人。清朝及中华民国、中华人民共和国法学家、教育家。

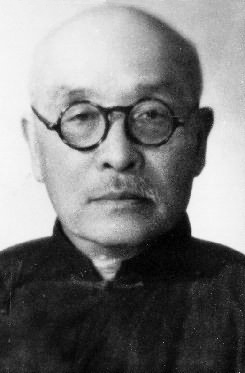

## 生平
1903年，中式光緒癸卯恩科順天鄉試第220名举人，1905年留学日本，先入经纬学校，后入明治大学预科，其后入本科法科。留学期间在东京参加中国同盟会，并在中国同盟会机关报《民报》任编译。1911年归国。

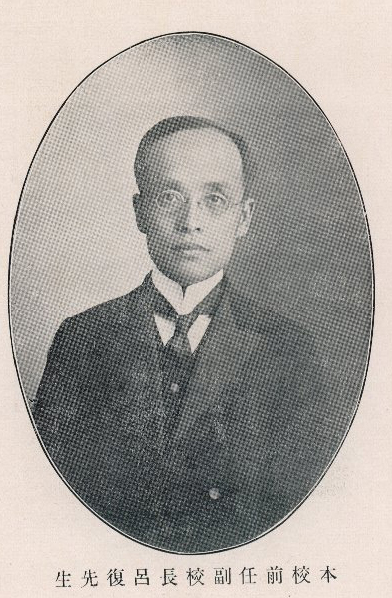

中华民国成立后，1912年当选顺直省议会议员，1913年又当选民元国会众议院议员。1914年国会遭到解散后，他赴日本。1916年3月归国，到上海任《新中华》杂志与《新中国报》记者。后来民元国会第一次恢复，他继续任众议院议员。1917年9月，他任孙中山大元帅府参议兼大元帅府秘书，护法国会议员。1919年，他担任非常国会议员。1921年10月，通过李大钊介绍，到北京中国大学教《社会学原理》，后来兼任该校校务主任。1922年，民元国会第二次恢复时，他继续任众议院议员。1925年，他任北京政府教育部次长。1925年3月至1925年8月，他任京师图书馆馆长。此后，他任广州中山大学教授。1928年，他兼任河北省法商学院院长。1928年，他任燕京大学政教系教授，教《中国法制史》、《中国宪法》等课程。1933年，他任察哈尔省政府委员兼教育厅厅长，1934年被免职。
抗日战争时期，他历任广州中山大学、重庆中央大学法学院社会学系教授。1942年，他出任立法院立法委员。抗日战争胜利后，他返回北平，一直到行宪后仍继续任立法委员，并出任北平中国大学校长。
中华人民共和国成立后，当选为第二届全国政协委员，并先后任察哈尔省人民政府副主席、河北省人民政府副主席，河北省第一届政协副主席，曾任民革中央委员。
1955年6月8日，在北京病逝。 